# Əhmədbəyli (Füzuli)
Əhmədbəyli è un comune dell'Azerbaigian situato nel distretto di Füzuli. Conta una popolazione di 5 071 abitanti.